# Nordvestfalster Sogn
Nordvestfalster Sogn er et sogn i Falster Provsti (Lolland-Falsters Stift). Sognet blev dannet 1. januar 2020 ved sammenlægning af Brarup Sogn, Kippinge Sogn, Nørre Vedby Sogn, Stadager Sogn og Vålse Sogn.
Alle 5 sogne havde hørt til Falsters Nørre Herred i Maribo Amt. Ved kommunalreformen i 1970 var deres 3 sognekommuner – Kippinge-Brarup-Stadager, Nørre Vedby og Vålse – indlemmet i Nørre Alslev Kommune, der ved strukturreformen i 2007 indgik i Guldborgsund Kommune.